# Esperimento della doppia fenditura
L'esperimento della doppia fenditura è una variante dell'esperimento di Young che permette di mostrare il dualismo onda-particella della materia. Richard Feynman era solito dire che questo esperimento "...sta al cuore della meccanica quantistica. In realtà ne contiene l'unico mistero."

## Storia
In origine la luce fu ritenuta da Newton di natura corpuscolare, motivando la realizzazione di esperimenti che cercassero la conferma di questa ipotesi. All'inizio dell'Ottocento appariva invece sempre più suggestiva l'idea che fosse composta da onde e per questa ragione nel 1801 Young concepì un esperimento, basato su una sorgente luminosa monocromatica e due fenditure, che ne metteva in evidenza in maniera inequivocabile la natura ondulatoria. I successivi sviluppi teorici, dovuti essenzialmente a Maxwell con la formulazione delle equazioni che descrivono la luce come onda elettromagnetica, sembravano aver definitivamente chiuso la questione.

Animazione dell'esperimento di Young.

Agli inizi del Novecento, dopo che Planck ebbe formulato il corretto comportamento di un corpo nero, iniziarono però a comparire le prime contraddizioni, in quanto in certe situazioni, come messo in evidenza nel 1905 da Einstein con l'ipotesi del fotone nell'effetto fotoelettrico, la luce si comportava come se fosse composta da particelle. Gli esperimenti di Millikan del 1916 dimostrarono la correttezza dell'ipotesi fotonica, che fu poi definitivamente confermata dalla scoperta dell'effetto Compton nel 1922. Questo creò nella fisica una situazione problematica poiché la luce sembrava presentare una sorta di dualismo, apparendo come onda o corpuscolo in esperimenti diversi. La difficoltà venne in qualche modo generalizzata nel 1924 da De Broglie con l'ipotesi che tutta la materia manifestasse tale dualismo, aprendo così le porte al superamento del problema con lo sviluppo della meccanica quantistica.
La prova sperimentale di questo "strano" comportamento venne ottenuta nel 1927 da Davisson e Germer, che osservarono figure di diffrazione facendo attraversare un cristallo di nichel da un fascio di elettroni. Scaturiva da ciò la possibilità di utilizzare fasci di particelle per eseguire esperimenti di interferenza con due fenditure, come Young aveva fatto con la luce.

## Descrizione
L'esperimento viene condotto sulla base dello schema classico di Young, ponendo tra una sorgente di luce o elettroni e una lastra fotografica una barriera opaca con due fenditure parallele di larghezza opportuna.

Schema di esperimento a due fenditure.

Nell'esperimento della doppia fenditura si adottano però lastre rilevatrici moderne, molto più sensibili di quelle disponibili nell'Ottocento, e una sorgente estremamente debole, fino all'emissione di un unico fotone o elettrone per volta. In questo modo si verifica che in entrambi i casi la lastra non viene impressionata in maniera continua, ma si formano singoli punti luminosi indicativi di un comportamento corpuscolare. I punti però non rispettano la distribuzione corpuscolare classica che li vorrebbe localizzati in corrispondenza delle fenditure (come accadrebbe nel caso le fenditure fossero aperte una per volta), ma risultano inizialmente diradati e dall'apparente distribuzione caotica, per poi, aumentando man mano di numero, evidenziare le frange di interferenza tipiche del comportamento ondulatorio (ultima figura in basso a destra). Analogo risultato si ottiene anche utilizzando particelle di maggiori dimensioni, come si vedrà nel paragrafo successivo. Ciò dimostra inequivocabilmente l'esistenza del dualismo onda-corpuscolo, sia della materia che della radiazione elettromagnetica. In particolare si può notare come la posizione della particella sullo schermo risenta della presenza delle due fenditure, "come se" essa, comportandosi come un'onda e attraversandole entrambe, venisse scissa in due nuove onde che interferiscono fra loro (vedi Esperimento di Young), mentre nel momento in cui viene "osservata" tramite la rilevazione sullo schermo appare solamente come corpuscolo. La dimostrazione del fenomeno d'interferenza risulta quindi possibile solo attraverso l'osservazione di più particelle.

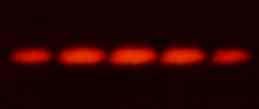
Figura di interferenza da luce laser.

A ciò si collega un altro aspetto essenziale dell'esperimento delle due fenditure: la mancanza di conoscenza di quale fenditura la particella abbia effettivamente attraversato. L'osservazione della figura di interferenza è garantita infatti nel solo caso in cui non si aggiungano apparati di misura atti a determinare il percorso della particella, attuando un esperimento di tipo "which-way" (quale via); se si interviene in questo modo il risultato finale è la scomparsa della figura di interferenza, ossia del comportamento ondulatorio, a favore di quello corpuscolare. Questo effetto ha motivato Niels Bohr a introdurre il principio di complementarità, secondo cui i due aspetti, corpuscolare e ondulatorio, non possono essere osservati contemporaneamente in quanto si escludono a vicenda, ovvero il tipo di esperimento determina il successivo comportamento delle particelle in esso coinvolte.
Ha destato scalpore al riguardo il cosiddetto esperimento di Afshar in cui l'autore ha dichiarato di aver dimostrato una violazione del principio di complementarità.
Tali risultati sono stati smentiti da verifiche indipendenti svolte successivamente.

## Interferenza quantistica
L'esperimento da doppia fenditura mostra attraverso le frange d'interferenza le manifestazioni ondulatorie di particelle quantistiche.

Esperimento della doppia fenditura effettuato con elettroni singoli. Le immagini sono prese dopo l'invio di (a) 10, (b) 200, (c) 6.000, (d) 40.000, (e) 140.000 elettroni.

L'esperimento utilizzando un fascio di elettroni fu eseguito per la prima volta da Claus Jönsson dell'Università di Tubinga nel 1961. 
Fu quindi ripetuto nel 1974 a Bologna da Pier Giorgio Merli, Gianfranco Missiroli e Giulio Pozzi inviando un elettrone alla volta sulla lastra fotografica. 
L'idea di Merli e dei suoi collaboratori fu di utilizzare un microscopio elettronico sia come interferometro sia come sorgente di elettroni, facendo passare gli stessi attraverso un biprisma elettronico, come originariamente concepito da Gottfried Möllenstedt. I risultati dell'esperimento del 1974, nonostante fossero stati pubblicati e fosse anche stato realizzato un documentario in proposito, furono pressoché ignorati. Quando nel 1989 Akira Tonomura e collaboratori ripeterono l'esperimento vennero erroneamente considerati i primi ad aver verificato questo risultato, previsto dalla meccanica quantistica.
Nel 2002 la versione a singolo elettrone dell'esperimento fu votata come "l'esperimento più bello di sempre" dai lettori della rivista divulgativa Physics World.
Sempre al 1974 risalgono i primi esperimenti in cui si utilizzarono neutroni, dovuti ad Helmut Rauch. 
In questo caso si utilizzò un cristallo di silicio per sfruttare la diffrazione di Bragg ed avere due fasci neutronici coerenti da inviare all'interferometro.
L'interferometria con la tecnica delle due fenditure per le particelle quantiche ha raggiunto col tempo livelli di eccellenza. Nel 1999 Anton Zeilinger e i suoi collaboratori all'università di Vienna riuscirono ad effettuare l'esperimento di Young utilizzando molecole di fullerene, 
una molecola con 60 atomi di carbonio. L'eccezionalità dell'esperimento è dovuta al fatto che mai si era osservato il dualismo onda-corpuscolo con particelle di queste dimensioni. Nel 2003 gli stessi autori hanno esteso l'esperimento di interferenza a molecole più pesanti, le tetrafenilporfirine o fluorofullereni con 60 atomi di carbonio e 48 di fluoro, confermando ancora una volta l'evidenza del dualismo.
Gli esperimenti sono proseguiti, sempre all'università di Vienna, sotto la direzione di Markus Arndt. La tecnica sperimentale sviluppata fa uso di un interferometro di Talbot-Lau e costituisce una innovazione nel campo dell'interferometria. Si è potuto dimostrare il dualismo onda-corpuscolo con molecole sempre più massive. Nel 2012 al Vienna Center for Quantum Science and Technology questo gruppo ha pubblicato un risultato con ftalocianina e suoi derivati. Queste molecole si sono rivelate le prime a esibire un comportamento quantistico per masse rispettivamente di 514 AMU e 1298 AMU.
Un esperimento con doppia fenditura, realizzato nel 2012, ha reso visibile in tempo reale il dualismo onda-particella, mostrando manifestazioni ondulatorie in un fascio coerente di particelle. L'emersione della figura d'interferenza ha richiesto, oltre alla produzione di un fascio di particelle dotato della necessaria coerenza, anche l'eliminazione degli effetti distruttivi dell'interazione tra molecole, dovuti alle forze di Van der Waals. Oltre alla valenza didattica e divulgativa (il formarsi della figura di interferenza è visibile in un video pubblicato su YouTube), l'esperimento permette di esplorare i confini tra comportamento classico e comportamento quantistico.
Nel 2018 è stata ottenuta, dal gruppo guidato da Marco Giammarchi al Laboratorio Positroni (L-NESS, Como) del Politecnico di Milano, la prima dimostrazione d'interferenza quantistica di antimateria.

## Interpretazioni
La peculiarità degli esperimenti d'interferenza sin qui discussi ha motivato diverse interpretazioni dei risultati. 
Una possibile interpretazione, ancora legata alle categorie classiche di onda e particella, ne descrive gli esiti come dovuti a due modalità diverse:
1. una propagazione ondulatoria nello spazio tra la sorgente, la doppia fenditura e lo schermo
2. una rilevazione puntiforme, e quindi corpuscolare, dell'impatto della particella sullo schermo.

Specificamente i due comportamenti sono interpretati come:
1. la delocalizzazione dello stato della particella, ovvero la sovrapposizione delle sue posizioni espressa dalla funzione d'onda e la ricombinazione delle loro probabilità in seguito al passaggio attraverso le due fenditure
2. il cosiddetto collasso della funzione d'onda nel momento in cui la particella viene osservata.

Ovviamente nessun ente classico mostra un simile comportamento duale, caratteristico dei sistemi quantistici.
Secondo altre analisi, i concetti classici di onda e particella vanno utilizzati contemporaneamente per comprendere come avvenga l'interferenza da doppia fenditura. Su questa linea si sono sviluppate interpretazioni della meccanica quantistica alternative a quella usuale di Copenaghen, quale l'interpretazione di Bohm, che riprende in chiave aggiornata l'idea dell'onda pilota di De Broglie. 
Da un punto di vista sperimentale non è possibile stabilire quale sia l'interpretazione corretta tra le due, empiricamente equivalenti in quanto basate sul medesimo formalismo, l'equazione di Schrödinger. La differenza tra le due interpretazioni è di tipo euristico: si basa, in questo caso, sull'adeguatezza o meno nel fornire una spiegazione (anche soggettivamente soddisfacente) al comportamento dei sistemi quantistici, che differisce profondamente da quello dagli enti (onde e particelle) della fisica classica.
Un terzo possibile approccio sostiene che i concetti classici di onda e particella vanno superati, per poter descrivere gli esiti sperimentali che sfuggono al senso comune. Si sono quindi elaborate categorie concettuali non classiche (quantone) per descrivere i fenomeni quantistici. Il superamento del principio di complementarità (Bohr 1927)   mediante la disuguaglianza di Greenberger e Yasin (Greenberger e Yasin 1988) porta a identificare come quantoni (che si distinguono ulteriormente in  bosoni e fermioni) tutti gli enti quantici: fotoni, elettroni, neutroni, ecc... : 
(Richard P. Feynman, 1966)

## Applicazioni
Nel 2024 è stato sviluppato un transistor a molecola singola che usa l'interferenza quantistica per regolare il flusso di elettroni.

### Testi tecnici
- A. F. French, Edwin F. Taylor, An Introduction to Quantum Physics, Norton, 1978, ISBN 0-393-09106-6.
- Max Born, Emil Wolf, Principles of Optics, 6ª ed., Cambridge University Press, 1980, ISBN 0-521-63921-2.
- Paul Tipler, Physics for Scientists and Engineers: Electricity, Magnetism, Light, and Elementary Modern Physics, 5ª ed., W. H. Freeman, 2004, ISBN 0-7167-0810-8.

### Testi divulgativi
- Richard P. Feynman, QED: The Strange Theory of Light and Matter, Princeton University Press, 1988, ISBN 0-691-02417-0.
- Philipp Frank, Philosophy of Science, Prentice-Hall, 1957.
- John Gribbin, Q is for Quantum: Particle Physics from A to Z, Weidenfeld & Nicolson, 1999, ISBN 0-7538-0685-1.
- Brian Greene, The Elegant Universe, Vintage, 2000, ISBN 0-375-70811-1.
- Brian Greene, The Fabric of the Cosmos, Vintage, 2005, ISBN 0-375-72720-5.
- Tony Moy, The New Quantum Universe, Cambridge University Press, 2003, ISBN 0-521-56457-3.